# Opius pseudarenaceus
Opius pseudarenaceus är en stekelart som beskrevs av Fischer och Ahmet Beyarslan 2005. Opius pseudarenaceus ingår i släktet Opius och familjen bracksteklar. Inga underarter finns listade i Catalogue of Life.